# Eva, Alabama
Eva là một thị trấn thuộc quận Morgan, tiểu bang Alabama, Hoa Kỳ. Dân số năm 2009 là 593 người, mật độ đạt 56 người/km².